# 界面外观
界面外观，又稱外觀與風格是一个产品描述以及市场营销、品牌塑造和商标等领域使用的术语，用来表示某个产品的使用体验和产品外观、界面的主要特性。
在软件设计中，界面外观主要用于图形用户界面（GUI）相关的场合，涵盖界面设计的各个方面，包括颜色、形状、布局和字体等静态要素（即所谓“look”），和按钮、对话框和菜单等动态要素的行为（即所谓“feel”）。界面外观这个术语也可以用于描述网站。
界面外观也适用于其他产品。例如，在产品说明书中，它指的是图形布局（说明书的大小、颜色和字体等等）和写作风格。在设备中，它指的是整个产品线控制和显示的一致性。